# Klubi Futbollistik Gjilani
Il Klubi Futbollistik Gjilani, noto anche come Gjilani, è una società calcistica del Kosovo con sede a Gjilan, fondata nel 1995. Milita nella Superliga e Futbollit të Kosovës, la massima serie del campionato kosovaro di calcio.

## Statistiche e record

### Partecipazioni ai tornei internazionali
Tabella aggiornata alla stagione 2024-2025.
| Competizione                  | Partecipazioni | G | V | N | P | RF | RS |
| ----------------------------- | -------------- | - | - | - | - | -- | -- |
| Coppa UEFA/UEFA Europa League | 1              | 2 | 1 | 0 | 1 | 3  | 3  |
| UEFA Conference League        | 2              | 4 | 1 | 1 | 2 | 4  | 7  |

## Palmarès

### Competizioni nazionali
- Coppa del Kosovo: 1

1999-2000
- Liga e Parë: 1

2004-2005

### Altri piazzamenti
- Campionato kosovaro:

Secondo posto: 2019-2020
Terzo posto: 2021-2022, 2022-2023
- Coppa del Kosovo:

Finalista: 2022-2023

## Organico

### Rosa 2025-2026
Aggiornata al 2 agosto 2025.
| N. |                                 | Ruolo | Calciatore                     |
| -- | ------------------------------- | ----- | ------------------------------ |
| 2  | Kosovo (bandiera)               | D     | Armend Thaqi                   |
| 7  | Kosovo (bandiera)               | A     | Oltion Bilalli                 |
| 8  | Macedonia del Nord (bandiera)   | C     | Sabit Bilali                   |
| 9  | Bosnia ed Erzegovina (bandiera) | A     | Almir Aganspahić               |
| 10 | Croazia (bandiera)              | A     | Edi Baša                       |
| 11 | Kosovo (bandiera)               | A     | Albin Prapashtica              |
| 12 | Kosovo (bandiera)               | P     | Rrezon Matoshi                 |
| 14 | Kosovo (bandiera)               | C     | Blerind Morina (vice-capitano) |
| 17 | Kosovo (bandiera)               | D     | Edison Kqiku (capitano)        |
| 19 | Kosovo (bandiera)               | C     | Robert Rrahmani                |
| 26 | Albania (bandiera)              | D     | Endri Reçi                     |
| 27 | Albania (bandiera)              | C     | Shqiprim Taipi                 |

| N. |                               | Ruolo | Calciatore        |
| -- | ----------------------------- | ----- | ----------------- |
| 30 | Kosovo (bandiera)             | P     | Aridon Bllaca     |
| 33 | Kosovo (bandiera)             | D     | Yll Ibrahimi      |
| 77 | Kosovo (bandiera)             | A     | Leon Miftari      |
| 99 | Germania (bandiera)           | A     | Senad Jarović     |
|    | Albania (bandiera)            | P     | Vokli Laroshi     |
|    | Macedonia del Nord (bandiera) | D     | Besart Krivanjeva |
|    | Macedonia del Nord (bandiera) | D     | Mevlan Adili      |
|    | Croazia (bandiera)            | D     | Mario Zebić       |
|    | Kosovo (bandiera)             | C     | Lorik Boshnjaku   |
|    | Kosovo (bandiera)             | A     | Lorent Rafuna     |
|    | Albania (bandiera)            | A     | Redi Kasa         |
|    | Albania (bandiera)            | A     | Mehdi Çoba        |

### Staff tecnico
- Allenatore:  Ardijan Nuhiji
- Vice-Allenatore: ?
- Team Manager:  Drilon Sylejmani
- Preparatore dei portieri: ?
- Preparatore atletico:  Andi Kulli
- Video Analyst: ?
- Medico sociale: ?
- Fisioterapista: ?
- Massaggiatore: ?
- Direttore Sportivo:  Ertan Demini

### Rosa 2020-2021
| N. |                           | Ruolo | Calciatore                |
| -- | ------------------------- | ----- | ------------------------- |
| 1  | Albania (bandiera)        | P     | Enea Koliçi               |
| 2  | Albania (bandiera)        | D     | Oltion Rapa               |
| 3  | Kosovo (bandiera)         | D     | Armend Halili             |
| 4  | Kosovo (bandiera)         | D     | Ylber Kastrati (capitano) |
| 5  | Kosovo (bandiera)         | D     | Armend Thaçi              |
| 6  | Brasile (bandiera)        | D     | Jackson                   |
| 7  | Albania (bandiera)        | C     | Arbër Çyrbja              |
| 8  | Albania (bandiera)        | C     | Ardit Hila                |
| 9  | Croazia (bandiera)        | A     | Tomislav Bušić            |
| 10 | Kosovo (bandiera)         | C     | Besar Musolli             |
| 11 | Kosovo (bandiera)         | C     | Fiton Hajdari             |
| 12 | Albania (bandiera)        | P     | Shkëlzen Ruçi             |
| 13 | Kosovo (bandiera)         | C     | Gramoz Kurtaj             |
| 14 | Kosovo (bandiera)         | A     | Shend Kelmendi            |
| 15 | Costa d'Avorio (bandiera) | C     | Lanzeni Aziz Keita        |
| 17 | Kosovo (bandiera)         | C     | Edison Kqiku              |

| N. |                               | Ruolo | Calciatore           |
| -- | ----------------------------- | ----- | -------------------- |
| 18 | Croazia (bandiera)            | D     | Tomislav Šorša       |
| 19 | Albania (bandiera)            | C     | Erlis Frashëri       |
| 20 | Costa d'Avorio (bandiera)     | C     | Alassane Razak Keita |
| 21 | Montenegro (bandiera)         | A     | Darko Nikač          |
| 22 | Macedonia del Nord (bandiera) | C     | Muhamed Useini       |
| 23 | Kosovo (bandiera)             | C     | Roland Ajeti         |
| 25 | Kosovo (bandiera)             | C     | Lavdrit Mehmeti      |
| 26 | Kosovo (bandiera)             | A     | Muhamet Dubova       |
| 28 | Kosovo (bandiera)             | C     | Qëndrim Ismajli      |
| 29 | Albania (bandiera)            | D     | Franc Veliu          |
| 30 | Kosovo (bandiera)             | P     | Aridon Bllaca        |
| 43 | Kosovo (bandiera)             | D     | Albin Halimi         |
| 55 | Croazia (bandiera)            | D     | Ivan Fuštar          |
| 77 | Albania (bandiera)            | C     | Gerhard Progni       |
| 78 | Montenegro (bandiera)         | D     | Marko Roganović      |